# Замлиння (Томашівський повіт)
Замлиння (пол. Zamłynie, Замлине) — село в Польщі, у гміні Тишівці Томашівського повіту Люблінського воєводства. Населення — 286 осіб (2011).

## Історія
Замлиння було давнім передмістям Тишівців.
За німецької окупації у 1939—1944 роках входило до громади Тишівці крайсгауптманшафту Замостя Люблінського дистрикту Генеральної губернії. Чисельність населення за переписом 1943 року становило 673 осіб.
У 1975—1998 роках село належало до Замойського воєводства.

## Населення
Демографічна структура станом на 31 березня 2011 року:
|          | Загалом | Допрацездатний вік | Працездатний вік | Постпрацездатний вік |
| -------- | ------- | ------------------ | ---------------- | -------------------- |
| Чоловіки | 139     | 20                 | 100              | 19                   |
| Жінки    | 147     | 22                 | 85               | 40                   |
| Разом    | 286     | 42                 | 185              | 59                   |

## Церква святого Микити

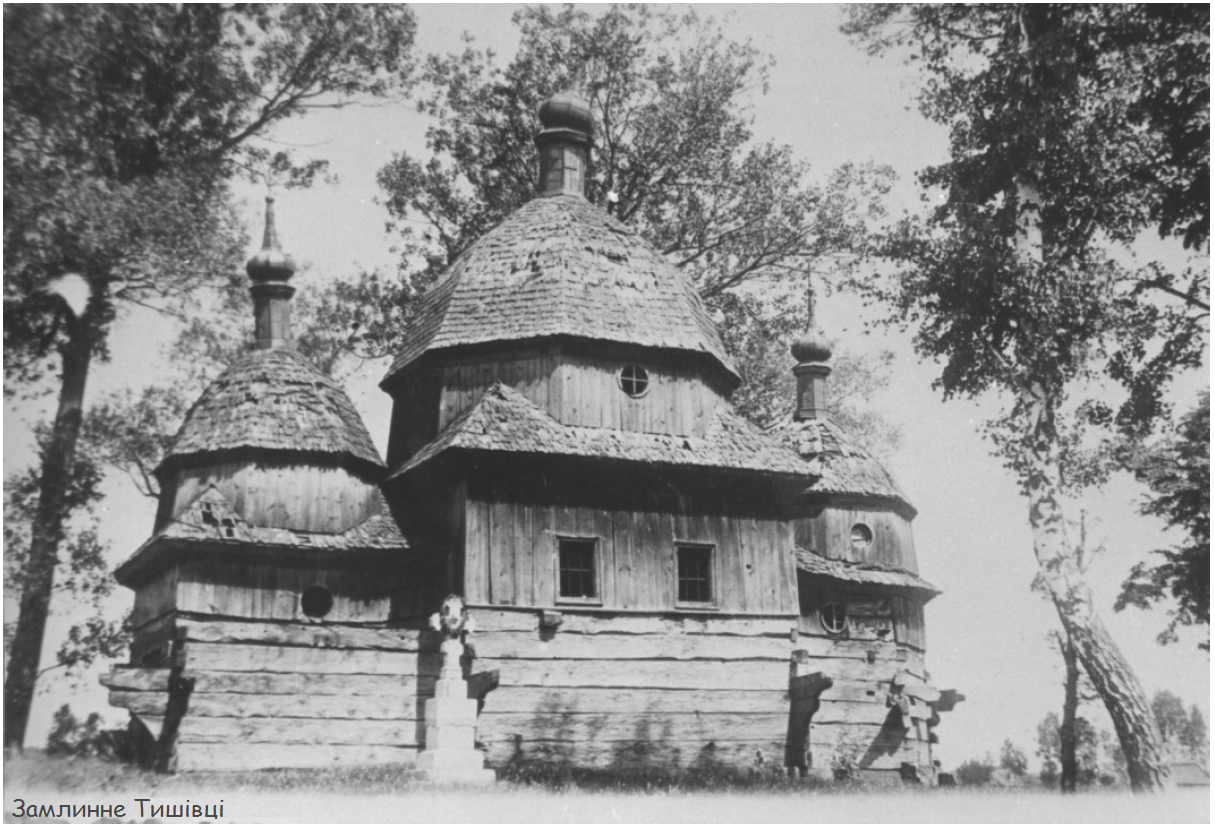
Церква святого Микити у передмісті Замлинні, Тишівці, зображення 1938 року

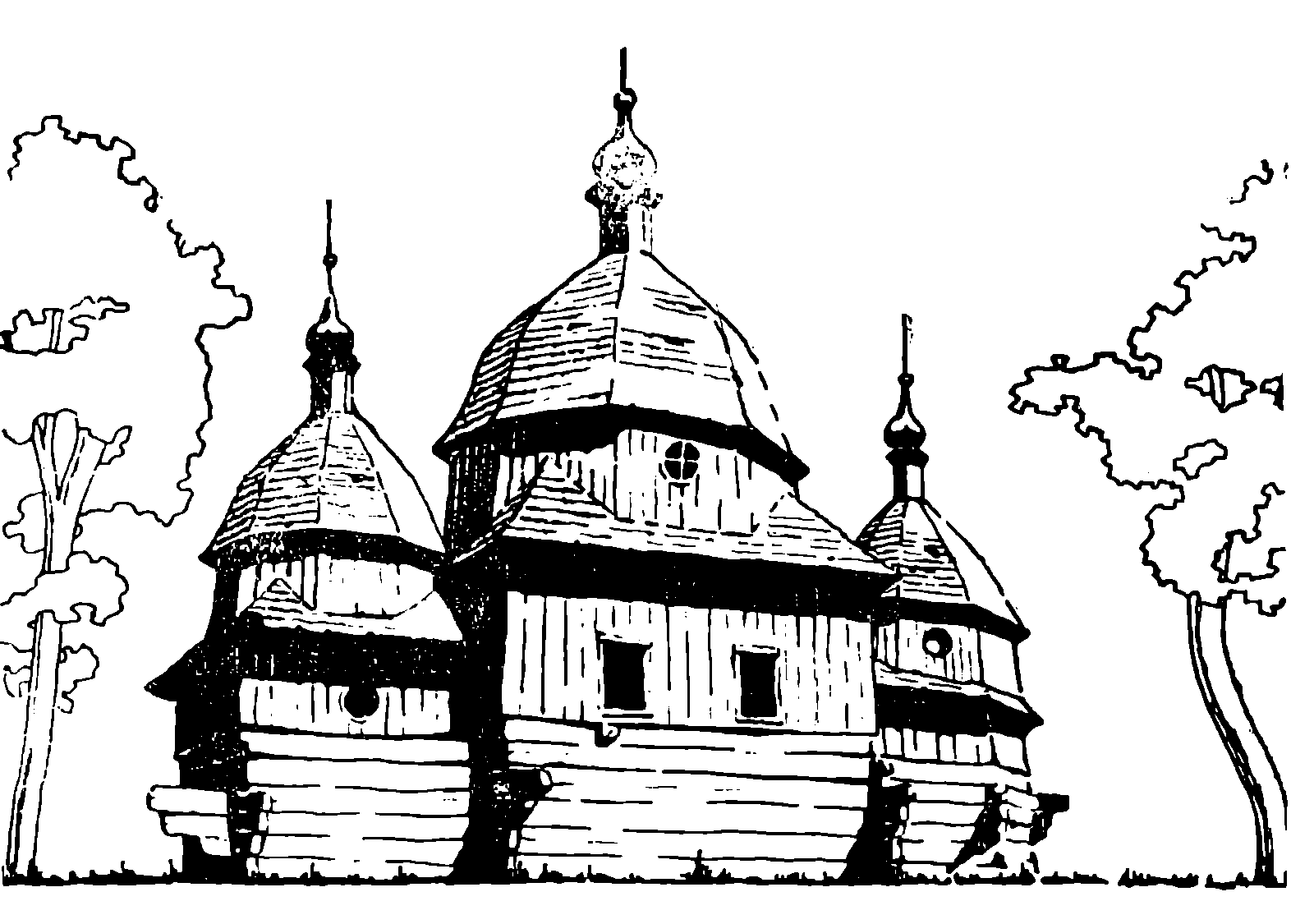
Церква святого Микити в Тишівцях на Замлинні, рисунок 1941 року Леоніда Маслова

У Замлинні існувала українська дерев'яна церква святого Микити. Спочатку була православною, пізніше унійною (греко-католицькою), потім знову православною.
Вперше згадуються у реєстрі ланового побору 1472 року. Місцевим священиком у 1631 році був о. Стефан Зубко. В документах 1639—1646 років згадується місцевий парох Гаврило Семйонович. За описом 1660 року, згадується як новозбудована церква у доброму стані, біля якої було неогороджене кладовище. У акті візитації 1731 року є її опис:
|  | Дерев’яна, потребує репарації. На ній баня дерев’яна з хрестом залізним. На дзвіниці другий хрест залізний. До церкви входиться через бабинець. На тому ж бабинці – дзвіниця. Церква і дзвіниця ґонтами побиті. |

Нова церква була збудована у 1759 року, про що свідчив різьблений напис на надпоріжнику: «Року Божія 1759 мць маи дня Л2 (22)». У 1774 року іконостас для церкви розмалював маляр Гаврило Славінський, про що свідчить напис на іконі св. Миколи, що зберігається зараз у Національному музеї у Львові. У акті візитації 1775 року про церкву записано: «Нововибудована з трьома банями, всі бані під бляхою» Під час регуляції парафіяльної сітки австрійською владою в наприкінці XVIII століття стала філією міської парафії в Тишівцях. Близько 1875 року перетворена на православну.
Після Першої світової війни церкву було зачинено. У 1924 році Український посольський клуб безуспішно звертався до польської влади дозволити відкрити церкву на час Великодних свят. 17 червня 1938 року польська адміністрація в рамках великої акції руйнування українських храмів на Холмщині і Підляшші розібрала православну церкву. Архітектор Леонід Маслов так описував церкву до її руйнування:
|  | Особливо прегарна своїми пропорціями та шляхотними зарисами бань була церква св. Микити на "Замлинні". Була це чудова памятка старовинної української деревяної архітектури; ще цікавіша вона є тим, що збереглася аж до свої останніх днів без всяких перебудов, у свойому первісному вигляді. Коли вона збудована — невідомо, але можливо що ще в кінці XVI століття. Була це тризрубна церква, з середнім зрубом більшим і вищим від інших. Східній мав зрізані два зовнішні кути; над кожним зрубом були восьмибічні бані, вміщені на невисоких, теж восьмибічних бідбанниках. Вхід був від заходу. Вікна мала вона лише з південної сторони, а з північної було лише одне кругле віконце в середньому підбаннику. Церква ця мала колись навколо стін опоясення, сперте на вистаючих із стін зрубів кінцях брусів; над опоясенням стіни були зашальовані доземими дошками, під опоясенням — голі, нешальовані; бані були покриті ґонтою. |